# Женская сборная Шри-Ланки по волейболу
Женская национальная сборная Шри-Ланки по волейболу (англ. Sri Lanka women's national volleyball team, синг. ශ්රී ලංකා කාන්තා වොලිබෝල් කණ්ඩායම ජාතික, там. இலங்கை பெண்கள் தேசிய கைப்பந்து அணி) — представляет Шри-Ланку на международных волейбольных соревнованиях. Управляющей организацией выступает Федерация волейбола Шри-Ланки.

## История
Федерация волейбола Цейлона (с 1972 — Шри-Ланки) — член ФИВБ с 1955 года.
Свои первые официальные международные матчи женская сборная Шри-Ланки провела в 1991 году, приняв участие в чемпионате Азии, а затем в Южноазиатских играх. На континентальном первенстве, проходившем в Таиланде ланкийские волейболистки провели 6 матчей, победив лишь однажды (сборную Филиппин) и заняли в итоге 12-е место (из 14 команд). В конце того же года Шри-Ланка приняла Южноазиатские игры, в программе которых дебютировал женский волейбол. Хозяйки соревнований выиграли золотые медали, оставив на втором месте своего главного конкурента — сборную Индии. Это был единственный победный турнир для сборной Шри-Ланки за всю свою четвертьвековую историю.
В последующие годы женская сборная Шри-Ланки приняла участие ещё в 9 чемпионатах Азии и каждый занимала места в самом низу итоговой расстановки, 5 раз финишируя на последней позиции. В январе 2001 года ланкийские волейболистки единственный раз участвовали в квалификации чемпионата мира, приняв у себя на поле один из предварительных азиатских отборочных турниров, но проиграли с одинаковым счётом 0:3 сборным Казахстана и Узбекистана и выбыли из борьбы за путёвку на мировое первенство.
Медальные достижения женской сборной Шри-Ланки связаны только с Южноазиатскими играми, в волейбольных турнирах которых она один раз первенствовала, а затем неизменно (уже 5 раз подряд) занимала вторые места вслед за сборной Индии. Следует заметить, что ввиду низкого уровня развития волейбола в Южной Азии женская составляющая этого вида спорта включается в упомянутые субконтинентальные игры нерегулярно.
В декабре 2014 года в Непале прошёл первый чемпионат Южной Азии с участием пяти команд региона. Соревнования состояли из кругового турнира и сборная Шри-Ланки заняла 3-е место, уступив сборным Индии и Непала и переиграв команды Мальдивской Республики и Бангладеш

## Результаты выступлений и составы

### Чемпионаты мира
Сборная Шри-Ланки приняла участие только в одном отборочном турнире чемпионата мира.
- 2002 — не квалифицировалась

### Чемпионат Азии
| - 1975 — не участвовала - 1979 — не участвовала - 1983 — не участвовала - 1987 — не участвовала - 1989 — не участвовала - 1991 — 12-е место - 1993 — 14-е место - 1995 — не участвовала - 1997 — не участвовала - 1999 — не участвовала - 2001 — 9-е место | - 2003 — не участвовала - 2005 — не участвовала - 2007 — 11-е место - 2009 — 14-е место - 2011 — 12-е место - 2013 — 15-е место - 2015 — 14-е место - 2017 — 13-е место - 2019 — 13-е место - 2023 — не участвовала |

- 2013: Лина Сомаратна, М.Ратнасари, Васана Дхарматиса Мадумали, Н.Атукарала, Вираджи Чамарика, Иреша Сурангани Перера, А.Мадурика, Н.Нилахши, Иреша Умаянгани, Канчана Виджекун Дилхани, К.Джинадари. Тренер — А.Ваннитилака.
- 2015: Канчана Виджекун, Динеша Прасадини, Лина Сомаратна, Васана Дхарматиса Мадумали, Хашини Лакшика Сенаратна, Иреша Умаянгани, Чатурика Гаяни Ранасингха, Тушари Джаялат, Иреша Сурангани Перера, Ануша Сандамали, Дилуша Сандживани, Тилини Васана Перера. Тренер — Роберто Кабрера Сеперо.
- 2017[3]: Канчана Виджекун Дилхани, Динеша Прасадини, Ашани Джаятунга, Васана Дхарматиса Мадумали, Тилини Васана Перера, Хашини Лакшика Сенаратна, Чатурика Гаяни Ранасингха, Айеша Мадурика, Иреша Сурангани Перера, Дилуша Сандживани, Санджу Карунаратна, Апсара Сеневиратна. Тренер — Сумит Джаялаль.
- 2019: Ашани Джаятунга, Айеша Мадурика, Апсара Сеневиратна, Тилини Васана Перера, Васана Дхарматиса Мадумали, Хашини Лакшика Сенаратна, Кавиша Лакшани Перера, Рувана Тхаксала, Дилуша Сандживани, Ануттара Сандамали, Канчана Чатурана Перис, Садуни Динешика Ранатунга, Сачини Чарука, Амани-Каушалья Годеллава. Тренер — Роберто Кабрера Сеперо.

### Южноазиатские игры
- 1-е место — 1991.
- 2-е место — 1993, 1995, 1999, 2006, 2016.
- 3-е место — 2019.

- 2006[4]: Наяна Анупама, Чандима Акаравита, Такшила Ниранджали, Динеша Прасадани, Вираджи Чамарика, И.М.Д.Иллангакун, Ироша Удаянгани, Чандима Дамаянти, Исанка Баласурия, Сугандика Найоми, Мангалика Васанти, Ануша Дипани.
- 2016[5]: Иреша Умаянгани, Чатурика Гаяни Ранасингх, Дилуша Сандживани, Динеша Прасадини, Хашини Лакшика Сенаратна, Иреша Сурангани Перера, Канчана Виджекун Дилхани, Такшила Мадуранги, Тилини Васана Перера, Тушари Джаялат, Вираджи Чамарика, Васана Дхарматиса Мадумали. Тренер — Роберто Кабрера Сеперо.

### Чемпионат Южной Азии
- 3-е место — 2014.

### Чемпионат CAZA[6]
- 2021 —  3-е место
- 2023 — 5-е место
- 2024 — 4-е место

## Состав
Сборная Шри-Ланки в чемпионате Азии 2019.
| №  | Имя, фамилия               | Год рождения | Рост | Амплуа      | Клуб           |
| -- | -------------------------- | ------------ | ---- | ----------- | -------------- |
| 1  | Ашани Джаятунга            | 1990         | 169  | связующая   | SLAF           |
| 2  | Айеша Мадурика             | 1993         | 174  | нападающая  | «Army»         |
| 3  | Апсара Сеневиратна         | 1995         | 172  | нападающая  | «Casualline»   |
| 4  | Тилини Васана Перера       | 1995         | 170  | нападающая  | «Army»         |
| 5  | Васана Дхарматиса Мадумали | 1990         | 160  | нападающая  | SLPA           |
| 7  | Хашини Лакшика Сенаратна   | 1991         | 173  | нападающая  | «Army»         |
| 8  | Кавиша Лакшани Перера      | 1997         | 176  | центральная | SLN            |
| 9  | Рувани Тхаксала            | 1992         | 172  | нападающая  | SLAF           |
| 10 | Дилуша Сандживани          | 1991         | 158  | либеро      | SLN            |
| 11 | Ануттара Сандамали         | 1996         | 175  | центральная | SLAF           |
| 12 | Канчана Чатурана Перис     | 1986         | 167  | связующая   | «Army»         |
| 15 | Садуни Динешика Ранатунга  | 1996         | 154  | либеро      | Флаг Шри-Ланки |
| 16 | Сачини Чарука              | 1995         | 162  | связующая   | SLAF           |
| 19 | Амани Каушалья Годеллава   | 1996         | 168  | нападающая  | Флаг Шри-Ланки |

- Главный тренер —  Роберто Кабрера Сеперо.
- Тренеры — Джаника Индраджит, Амила Виджепала.